# ITF Junior Masters
Das ITF Junior Masters ist das Saisonabschlussturnier der acht bestplatzierten Junioren der Kategorie der Unter-Achtzehnjährigen im Tennis. Der Wettbewerb findet jährlich im Oktober in der chinesischen Stadt Chengdu auf Hartplatz statt und ist nach den vier Junioren-Grand-Slam-Turnieren der bedeutendste auf der ITF Junior Tour. Qualifikations- sowie Spielmodus des Turniers orientieren sich an dem der ATP Finals und der WTA Tour Championships.

## Geschichte
Die ersten beiden Ausgaben des Wettkampfes wurden als Showturniere ausgetragen. 2017 wurde der Wettbewerb an das Saisonende verlegt und erstmals Junioren-Weltranglistenpunkte vergeben.

## Regeln

### Startberechtigung
Qualifiziert sind die besten sieben Spieler der ITF-Juniorenweltrangliste nach Austragung der US Open. Der achte Startplatz ist jeweils für die am höchsten platzierten Junioren aus China reserviert, vorausgesetzt sie werden unter den besten 25 der Welt geführt. Wenn dies nicht der Fall ist oder wenn sich mindestens ein Chinese oder eine Chinesin bereits über den üblichen Weg für die Endrunde qualifiziert hat, so rückt der achte der Weltrangliste in die Endrunde nach. Außerdem dürfen nur Spieler teilnehmen, die das 19. Lebensjahr nicht vor Januar des darauffolgenden Jahres vollendet haben.

### Modus
2015 und 2016 wurde der Wettbewerb im K.-o.-System ausgetragen, wobei sich die Setzliste an der Weltranglistenposition orientierte. Die Verlierer der Halbfinals spielten jeweils den dritten Platz aus, die Spieler, die in der ersten Runde ausschieden, die Ränge fünf bis sieben.
Seit 2017 werden die acht Teilnehmer entsprechend ihrem Ranking in zwei Vierergruppen aufgeteilt, die nach dem Round-Robin-Prinzip (jeder gegen jeden) ausgespielt werden. Die beiden Gruppenersten treffen anschließend im Halbfinale auf den Zweitplatzierten der anderen Gruppe, während die beiden Gruppenletzten die Plätze fünf bis sieben unter sich ausmachen. Die Sieger der Halbfinals stehen sich abschließend im Endspiel gegenüber, die beiden Verlierer bestreiten das Spiel um Platz drei.

## Siegerliste

### Jungen
| Jahr                         | Sieger            | Finalgegner            | Ergebnis       |
| ---------------------------- | ----------------- | ---------------------- | -------------- |
| 2015                         | Andrei Rubljow    | Taylor Fritz           | 6:72, 6:3, 6:4 |
| 2016                         | Hong Seong-chan   | Casper Ruud            | 7:5, 6:3       |
| 2017                         | Emil Ruusuvuori   | Wu Yibing              | 3:6, 6:1, 7:64 |
| 2018                         | Brandon Nakashima | Tseng Chun-hsin        | 6:2, 6:1       |
| 2019                         | Holger Rune       | Harold Mayot           | 7:63, 4:6, 6:2 |
| 2020–2022: nicht ausgetragen |                   |                        |                |
| 2023                         | Joel Schwärzler   | Rodrigo Pacheco Méndez | 6:3, 7:66      |
| 2024                         | Mees Röttgering   | Rafael Jódar           | 6:4, 7:62      |

### Mädchen
| Jahr                         | Siegerin       | Finalgegnerin        | Ergebnis       |
| ---------------------------- | -------------- | -------------------- | -------------- |
| 2015                         | Xu Shilin      | Kristína Schmiedlová | 6:4, 6:2       |
| 2016                         | Anna Blinkowa  | Katie Swan           | 6:4, 6:71 7:64 |
| 2017                         | Marta Kostjuk  | Kaja Juvan           | 6:4, 6:3       |
| 2018                         | Clara Burel    | Camila Osorio        | 7:66, 6:1      |
| 2019                         | Diane Parry    | Darija Snihur        | 6:1, 6:4       |
| 2020–2022: nicht ausgetragen |                |                      |                |
| 2023                         | Alina Korneeva | Sara Saitō           | 6:0, 6:3       |
| 2024                         | Emerson Jones  | Laura Samson         | 6:4, 6:4       |